# Calyptra gruesa
Calyptra gruesa är en fjärilsart som beskrevs av Max Wilhelm Karl Draudt 1950. Calyptra gruesa ingår i släktet Calyptra och familjen nattflyn. Inga underarter finns listade i Catalogue of Life.